# Bistum Abakaliki
Das Bistum Abakaliki (lateinisch Dioecesis Abakalikiensis, englisch Diocese of Abakaliki) ist eine in Nigeria gelegene römisch-katholische Diözese mit Sitz in Abakaliki.

## Geschichte
Das Bistum Abakaliki wurde am 1. März 1973 von Papst Paul VI. mit der Apostolischen Konstitution Inter tot aus Gebietsabtretungen des Bistums Ogoja errichtet und dem Erzbistum Onitsha als Suffraganbistum unterstellt.

## Bischöfe von Abakaliki
- Thomas McGettrick SPS, 1973–1983
- Michael Nnachi Okoro, 1983–2021
- Peter Nworie Chukwu, seit 2021